# شهرستان بولاندی
شهرستان بولاندی (به قزاقی: Бұланды ауданы، بۇلاندى اۋدانى) یک شهرستان در قزاقستان است که در استان آق‌مولا واقع شده‌است.

## خصوصیات
شهرستان بولاندی ۶٬۴۰۰ کیلومترمربع مساحت و ۳۴٬۷۶۱ نفر جمعیت دارد.